# Gesù Divin Maestro alla Pineta Sacchetti (titolo cardinalizio)
Gesù Divin Maestro alla Pineta Sacchetti (in latino Titulus Iesu Divini Magistri in regione vulgo Pineta Sacchetti) è un titolo cardinalizio istituito da papa Paolo VI il 29 aprile 1969. Il titolo insiste sulla chiesa di Gesù Divino Maestro, parrocchia nel quartiere Balduina.
Dal 7 dicembre 2024 il titolare è il cardinale Roberto Repole.

## Titolari
- John Joseph Wright (28 aprile 1969 - 10 agosto 1979 deceduto)
- Thomas Stafford Williams (2 febbraio 1983 - 22 dicembre 2023 deceduto)
- Roberto Repole, dal 7 dicembre 2024